# Črni Križ pri Hrastovcu
Črni Križ pri Hrastovcu je slovenska zgodovinska povest, ki jo je po ustnem izročilu leta 1928 zapisal sodnik in pisatelj Ožbalt Ilaunig.

## Knjiga in uprizoritev
S številko 28 z dne 24. maja 1928 je začel Slovenski gospodar objavljati povest Črni križ pri Hrastovcu, ki pa je z razliko od prejšnje povesti postavljena na Štajersko. Slovenski gospodar je ob najavi objavljanja zapisal: »V naši novi zgodovinski povesti se obravnava na zanimiv in z burnimi dogodljaji prepleten način srednjeveški del zgodovine naših divnih Slovenskih goric… Slovenski gospodar ima največ naročnikov ravno v Slovenskih goricah in radi tega bodo ti še posebno posegli po tej povesti, ki jim opisuje njihove kraje in jih bo seznanila z zgodovino prošlosti…«
Pri pisanju te zgodovinske povesti se je opiral na več zgodovinskih virov, med njimi na Kroniko župnije Sv. Lenarta, Kroniko župnije Sv. Ruperta in Zgodovino slovenskega naroda Josipa Grudna. Nekateri izmed virov, ki jih je uporabil, so bili v nemškem jeziku, kot sta na primer Bürger- und Ratsprotokoll bey dem Markt St. Leonhard in Topografisch-statistisches Lexikon von Steiermark.
Leta 1929 je povest izšla v knjižni obliki. Založila jo je tiskarna sv. Cirila v Mariboru. Vsebina je poleg ljubezenske zgodbe podkrepljena z zgodovinskimi dejstvi, kot je npr. opis sekte skakačev pri Sv. Lenartu. To sekto je Ilaunig dodobra opisal, kar je že prej uporabil za prispevke v časnikih, prav tako kot tudi zgodovino grada Hrastovec. 
Leta 1933 je bogoslovec Davorin Petančič povest Črni križ pri Hrastovcu predelal v žaloigro. Lenarški kaplan Zdravko Kordež je hotel igro takoj udejanjiti, a zaradi ukinitve društev, in s tem tudi lenarške Zarje, se je uprizoritev za nekaj mesecev prestavila. Ilaunig je bil osebno povabljen na prvo predstavo 8. septembra 1933 v Narodnem domu. Ni se posebej veselil predstave, saj se je bal, da bo uprizoritev igre pokvarila njegov vtis, ki ga je imel o osebah, ki jih je ustvaril v povesti.
Predstava je bila razprodana, igra pa je doživela pravo zmagoslavje in bila razprodana tudi 10. in 17. septembra. Slovenec je zapisal, da "ni je skoraj prireditve, za katero bi se ljudje bolj zanimali…"
Igralci prosvetnega društva Zarja pri Sv. Lenartu so igro "Črni križ pri Hrastovcu" zaigrali tudi v Mariboru. Predstava je bila 22. oktobra 1933 ob 20. uri v dvorani Zadružne gospodarske banke v Mariboru na Aleksandrovi cesti 6. Odmevi v časnikih so bili odlični, dvorana je bila polna in predstava razprodana. Ogledali so si jo tudi odlični gostje, med njimi stolni kanonik Franc Časl in Rudolf Janežič, ravnatelj Josip Tominšek ter višjesodni svetnik Travner. Ilaunig je bil presrečen nad ugodnim odzivom občinstva in zapisal je, da je vesel, ker se je uresničil njegov namen dati narodu nekaj pristnega in trajnega.

## Zgodba
V 16. stol. se je mladi hrastovški grof Ivan Friderik Herberstein zaljubil v lepo Agato iz gradiča Štralek. Friderikova mati,  grofica Margareta je nasprotovala njuni ljubezni, zato sta se poročila naskrivaj, v cerkvici  sv. Jakoba v Lormanju ( cerkev danes ne obstaja več) . Friderikova mati je Agato iz maščevanja obdolžila čarovništva. V času, ko je bil grof Friderik v vojni, je Agata zaradi mučenja, v ječi rodila mrtvo dete. Nato jo je grofica ovadila sodniku, ki jo je obsodil na smrt. Zahtevala je, da Agato obglavijo. Ko se je Friderik vrnil iz bojev, je seveda ni več našel. Iz žalosti ji je na nesrečnem kraju postavil Črni Križ, simbol nesrečne ljubezni.